# Gliese 876
Gliese 876 е звезда, червено джудже, отдалечено на 15 светлинни години от Земята. Намира се в съзвездието Водолей.
Известни са три екзопланети в орбита около тази звезда:
- Gliese 876 b
- Gliese 876 c
- Gliese 876 d

На 23 юни 1998 е открита първата (b), а през януари 2009 г. са открити другите две (c и d).